# Princesa Leopoldina
Die Princesa Leopoldina war ein 1962 in Dienst gestelltes, brasilianisches Passagierschiff, das zunächst bis 1966 von der Cia. Nacional de Nav. Costeria Autarquia Federal und anschließend bis 1969 vom Lloyd Brasileiro bereedert wurde. Nach seiner Ausmusterung im Liniendienst wurde es für Kreuzfahrten umgerüstet und fuhr bis 2000 unter den Namen Coral Princess, Cora Princess und Millennium Queen. 2001 ging das Schiff zum Abbruch ins indische Alang.

## Geschichte
Die Princesa Leopoldina entstand unter der Baunummer 156 in der Werft von Astilleros De Olaveaga in Bilbao und lief am 17. März 1961 vom Stapel. Nach der Ablieferung an die Cia. Nacional de Nav. Costeria Autarquia Federal nahm sie im Oktober 1962 den Liniendienst an der brasilianischen Küste nach Uruguay und Argentinien auf, auf dem sie unter anderem Manaus, Belém, Rio de Janeiro, Montevideo und Buenos Aires anlief. Sie ergänzte hierbei ihr ebenfalls 1962 in Dienst gestelltes Schwesterschiff Princesa Isabel.
Dem Liniendienst der Princesa Leopoldina war kein großer Erfolg vergönnt, weshalb sie unter anderem auch unter Charter des in Florida ansässigen Hoteliers Sandy Chobol für Kreuzfahrten genutzt wurde. Aufgrund der finanziellen Schwierigkeiten der Cia. Nacional de Nav. Costeria Autarquia Federal übernahm 1966 der Lloyd Brasileiro das Schiff und setzte es weiter im Liniendienst ein. Nachdem sich dies auch weiterhin als finanziell nicht lohnend erwies, wurde die Princesa Leopoldina Ende 1969 aufgelegt.
Nach mehreren Monaten Liegezeit ging das Schiff im Juni 1970 an die China Navigation Company und wurde unter dem neuen Namen Coral Princess in Hongkong zum reinen Kreuzfahrtbetrieb umgebaut. Im Mai 1971 begann die erste Kreuzfahrt der in Japan beheimateten Coral Princess, die in den folgenden 20 Jahren vorwiegend Reisen in den Südpazifik sowie nach Australien und Neuseeland unternahm.
1990 beendete das Schiff seine erfolgreiche und lange Dienstzeit für die China Navigation Company und wurde im selben Jahr nach Hongkong verkauft, um unter dem verkürzten Namen Cora Princess als Casinoschiff eingesetzt zu werden. Nach einem Besitzerwechsel 1993 erhielt es seinen alten Namen Coral Princess zurück, blieb aber weiterhin für Casinokreuzfahrten im Dienst. Kurz vor der Jahrtausendwende erhielt die durch vernachlässigte Wartung ihrer Eigner im schlechten Zustand befindliche Coral Princess 1999 den Namen Millennium Queen, ehe sie ein Jahr später ausgemustert wurde. Am 28. Juni 2001 traf sie zum Abbruch bei den Abwrackwerften im indischen Alang ein.